# Bund der Evangelischen Kirchen in der DDR
Der Bund der Evangelischen Kirchen in der DDR (BEK, innerhalb der DDR-Kirchen verkürzend oft Bund genannt) war ein Zusammenschluss der acht in der DDR existierenden evangelischen Landeskirchen. Er wurde 1969 gegründet und ging nach der Wiedervereinigung 1991 in der EKD auf. Seit 1970 war die Herrnhuter Brüdergemeine – Distrikt Herrnhut – dem Bund angegliedert.

## Geschichte

### Gründung
Die acht evangelischen Landeskirchen in der DDR (Evangelische Landeskirche Anhalts, Evangelische Kirche in Berlin-Brandenburg, Evangelische Kirche des Görlitzer Kirchengebietes, Evangelische Landeskirche Greifswald, Evangelisch-Lutherische Landeskirche Mecklenburgs, Evangelische Kirche der Kirchenprovinz Sachsen, Evangelisch-Lutherische Landeskirche Sachsens, Evangelisch-Lutherische Kirche in Thüringen) gehörten zunächst gemeinsam mit den westdeutschen evangelischen Landeskirchen der Evangelischen Kirche in Deutschland (EKD) an. Seit dem Abschluss des Militärseelsorgevertrages durch die EKD 1957 forderte die DDR-Regierung die ostdeutschen Kirchen auf, sich von der EKD zu trennen. Die Arbeit in diesem gesamtdeutschen Zusammenschluss wurde insbesondere nach dem Mauerbau 1961 immer schwieriger. So konnten beispielsweise die Gremien der EKD nicht mehr gemeinsam tagen. Mit der Verweigerung der Wiedereinreise des Bischofs der Evangelischen Kirche in Berlin-Brandenburg Kurt Scharf im August 1963, welche dem in der DDR gelegenen Teil dieser Kirche faktisch den Bischof entzog und sie durch spätere Wahl eines nur auf den Ostteil beschränkten Nachfolgers (Albrecht Schönherr) zur faktischen Trennung vom West-Berliner Teil nötigte, erreichten die Bestrebungen der DDR-Führung auf Ablösung der in der DDR liegenden Landeskirchen von denen Westdeutschlands einen Höhepunkt. 
Der Gedanke, einen eigenständigen Kirchenbund zu gründen, entwickelte sich dennoch nur langsam und eher widerwillig. Mit der neuen Verfassung der DDR von 1968 wurden über die Grenzen der DDR hinausgehende Institutionen für illegal erklärt, somit auch die Mitgliedschaft der evangelischen Kirchen in der EKD. Damit gab es keinen Ansprechpartner bei den DDR-Kirchen für die zentralen Institutionen der DDR mehr, also drohten auch für alle Kirchen gültige Verhandlungen und dringend nötige Verabredungen unmöglich zu werden. Somit war dieser Schritt unvermeidlich geworden. Am 5. Juni 1968 setzte die Osthälfte der Konferenz der Kirchenleitungen der EKD eine „Strukturkommission“ ein, die eine Ordnung für den neu zu schaffenden Kirchenbund erarbeitete, die dann bereits am 10. Juni 1969 in Kraft trat.
Neben der drängenden Lösung organisatorischer Probleme trat auch immer mehr die Notwendigkeit, aber auch Chance, eine für die Verhältnisse in der DDR inhaltlich passende Ausgestaltung kirchlicher Existenz zu entwickeln, in den Vordergrund. Die Voraussetzungen für die kirchliche Arbeit in den Gemeinden der DDR unterschieden sich deutlich von denen der westdeutschen Kirchen. Während dort weiterhin volkskirchliche Zustände herrschten, befand man sich in der DDR zunehmend in einer Minderheitsposition, zusätzlich in einem sich sozialistisch verstehenden Staat, der das Verschwinden von Religion postulierte. 
Von Anfang an war die Frage der Akzentuierung kirchlichen Daseins in der DDR Gegenstand innerkirchlicher Diskussionen zwischen Akteuren mit sehr unterschiedliche Motivationen. Einigen, prominent vertreten durch den Berlin-brandenburgischen Bischof Albrecht Schönherr, war es ein wichtiges Anliegen, sich bewusst auf die gesellschaftliche Situation in der DDR einzulassen und nach der spezifischen Stellung und Aufgabe von Christen in einer sozialistischen Gesellschaft zu fragen, nachdem deutlich geworden war, dass die Teilung Deutschlands kein schnell vorübergehender Zustand war. Hierbei beriefen sie sich auf die Theologie Dietrich Bonhoeffers. Anderen Akteuren, bekannt ist hier vor allem der thüringische Bischof Moritz Mitzenheim, lag sehr viel stärker an einer Trennung von den westdeutschen Kirchen und einer größeren Nähe zur DDR, was von Kritikern als Opportunismus gegenüber staatlichen Forderungen gesehen wurde.
Dadurch bestand von Anbeginn das Erfordernis, verschiedene Richtungen fortlaufend auszubalancieren, auch, um gemeinsam gegenüber dem Staat Wirkung entfalten zu können.

### Organisatorische Struktur
Auch wenn die Gründung des Bundes eine Trennung von der EKD bedeutete, wurde im Art. 4 Abs. 4 der Ordnung des BEK dennoch die fortdauernde Gemeinschaft mit der EKD betont: „Der Bund bekennt sich zu der besonderen Gemeinschaft der ganzen evangelischen Christenheit in Deutschland.“ Ein entsprechender Artikel fand sich auch in der Grundordnung der EKD.
Rund 40 Prozent des Haushalts der evangelischen Kirchen in der DDR wurde von den westdeutschen Landeskirchen übernommen. Der Vizepräsident des Diakonischen Werkes mit Sitz in Stuttgart, Ludwig Geißel, spielte eine Rolle bei diesem Transfer.
Die leitenden Gremien des Bundes der Evangelischen Kirchen waren die Synode des Bundes (auch Bundessynode), in die Mitglieder der Landessynoden aller Landeskirchen gewählt wurden, und die Konferenz der Kirchenleitungen, die sich aus Mitgliedern der Kirchenleitungen der einzelnen Landeskirchen zusammensetzte. Im Unterschied zur EKD gab es keine aus Vertretern dieser beiden Gremien gebildete Leitung, sondern der Vorsitzende der Konferenz der Kirchenleitungen war zugleich Vorsitzender des Bundes. Es gab in der Struktur des Bundes also ein Übergewicht der kirchenleitenden Seite gegenüber der synodalen.
Vorsitzende des Bundes der Evangelischen Kirchen in der DDR waren:
- 1969–1981: Albrecht Schönherr, Berlin-Brandenburg
- 1981–1982: Werner Krusche, Kirchenprovinz Sachsen
- 1982–1986: Johannes Hempel, Sachsen
- 1986–1990: Werner Leich, Thüringen
- 1990–1991: Christoph Demke, Kirchenprovinz Sachsen

Der Bund verstand sich analog zur EKD als ein föderaler Zusammenschluss seiner Gliedkirchen, der die rechtliche Selbständigkeit der einzelnen Kirchen nicht berührte. Es gab aber auch Bestrebungen, „nach Wegen der Vertiefung der Kirchengemeinschaft mit Mitteln synodaler Arbeit“ („Eisenacher Empfehlungen“ der Bundessynode 1979) zu suchen. Die Bundessynode verabschiedete 1983 ein Änderungsgesetz, das zur Bildung einer „Vereinigten Evangelischen Kirche“ der DDR führen sollte. Dieses scheiterte aber am Willen der einzelnen Landeskirchen, die den Prozess immer wieder verzögerten. Formaler Grund für das Scheitern war schließlich die fehlende Zustimmung durch die Landessynode der Evangelischen Kirche in Berlin-Brandenburg. Sitz des Bundes war in der Auguststraße 80 im Bezirk Mitte.

### Tagungen der Bundessynode
Tagungen der Ersten Synode:
- 1969: Potsdam: Wahl des Oberkirchenrats der Ev.-Luth. Kirche in Thüringen Ingo Braecklein zum Präses der Synode
- 1970: Potsdam-Hermannswerder
- 1971: Eisenach: Kirche für andere – Zeugnis und Dienst der Gemeinde
- 1972: Dresden: Christus befreit – darum Kirche für andere
- 1973: Schwerin: Chancen des Neuanfangs – die ersten vier Jahre des BEK

Tagungen der Zweiten Synode:
- 1973: Elbingerode: Wahl des mecklenburgischen Landessuperintendenten Otto Schröder zum Präses der Synode
- 1974: Potsdam: Kirche als Gemeinschaft von Lernenden
- 1975: Eisenach: Konzeption für die Ausbildung kirchlicher Mitarbeiter
- 1976: Züssow: Kirchengemeinschaft – Einheit und Vielfalt
- 1977: Görlitz: Der Laie in Kirche und Gemeinde

Tagungen der Dritten Synode:
- 1977: Herrnhut: Wahl des Wismarer Kaufmanns Siegfried Wahrmann zum Präses der Synode
- 1978: Berlin: Grundprobleme ökumenischer Arbeit, Zeugnis heute
- 1979: Eisenach: Delegiertenversammlung von BEK, EKU und VELKDDR: Zusammenarbeit auf gesamtkirchlicher Ebene („Vereinigte Evangelische Kirche in der DDR“)
- 1979: Dessau: Zeugnis heute
- 1980: Leipzig: Verbindliches Lehren der Kirche, Verbindliche Gemeinschaft
- 1981: Güstrow: Bewährung als Zeugnis- und Dienstgemeinschaft in der sozialistischen Gesellschaft der DDR, „Gemeinsame Entschließung zur schrittweisen Verwirklichung einer verbindlichen föderativen Gemeinschaft“

Tagungen der Vierten Synode:
- 1982: Herrnhut: Wahl des Wismarer Kaufmanns Siegfried Wahrmann zum Präses der Synode
- 1982: Halle: Frieden – Zusage und Aufgabe
- 1983: Potsdam: Friedensverantwortung und „status confessionis“
- 1984: Greifswald: Christliche Verantwortung für die Schöpfung
- 1985: Dresden: Ziele und Inhalte kirchlicher Jugendarbeit, Gemeinsame Erklärung zu den theologischen Grundlagen der Kirche und ihrem Auftrag in Zeugnis und Dienst

Tagungen der Fünften Synode:
- 1986: Berlin
- 1986: Erfurt: Wehrdienstverweigerer, Ökumenische Versammlung, Friedensfragen
- 1987: Görlitz: „Absage an Praxis und Prinzip der Abgrenzung“, „Bekennen in der Friedensfrage“
- 1988: Dessau: „Als Gemeinde leben“
- 1989: Eisenach: Reformen, Reisefreiheit, Recht auf Demonstrationen

Tagungen der Sechsten Synode:
- 1990: Berlin: Wahl der Theologin Rosemarie Cynkiewicz zur Präses der Synode[3]
- 1990: Leipzig
- 1991: Berlin

### Selbstverständnis als „Kirche im Sozialismus“
Eng verbunden mit dem Bund der Evangelischen Kirchen war die Formel der Kirche im Sozialismus. Die Synode des Bundes hat sich im Laufe ihrer Geschichte immer wieder mit der Frage der Stellung der Kirche und der Christen in einem sozialistischen Staat beschäftigt. Einige kirchenleitende Persönlichkeiten wie Bischof Albrecht Schönherr oder Propst Heino Falcke (Erfurt) haben wichtige Dokumente zu diesem Thema verfasst. Es ist aber nie zu einem umfassenden Beschluss der Bundessynode zu diesem Thema gekommen. Stattdessen wurden verschiedene Formeln geprägt, die Interpretationsspielraum ließen und auch immer neu ausgelegt wurden. Beispiele dafür sind die „kritische Distanz“, die „kritische Solidarität“, die „mündige Mitarbeit in der sozialistischen Gesellschaft“ oder die Formel vom „verbesserlichen Sozialismus“.
Die bekannteste dieser Formeln wurde 1971 von der Bundessynode herausgestellt, die formulierte: „Wir wollen Kirche nicht neben, nicht gegen, sondern Kirche im Sozialismus sein.“ Auch hierbei stand für einige der Protagonisten die Bonhoeffersche Vision einer „Kirche für andere“ Pate. Diese Formel konnte allerdings sehr unterschiedlich interpretiert werden, je nachdem als reine Ortsbestimmung, als Beschreibung des Aktionsfeldes der Kirchen im Sinne eines Sicheinlassens auf den Sozialismus in der DDR, als Bekenntnis zu einer sozialistischen Grundüberzeugung oder gar als Bekenntnis zur DDR. Sie war daher auch eine Art kleinster gemeinsamer Nenner der sehr unterschiedlichen Auffassungen innerhalb der evangelischen Kirchen. In den 1980er Jahren wurde die Formel zunehmend kritisiert, bis zum Ende der DDR aber nicht aufgegeben.
In dieser Zeit entstanden in vielen Gemeinden zunächst Friedensgruppen, später Umwelt-, Menschenrechtsgruppen, Gruppen der „Offenen Arbeit“ und schließlich Gruppen von Ausreisewilligen. Diese Gruppen, die mit ihrem Anspruch, aber auch mit Aktionen bewusst aus dem kirchlichen Raum heraustraten, führten zu weiteren Auseinandersetzungen innerhalb der Gemeinden, zwischen Gemeinden und Gruppen und zwischen Gemeinden und Kirchenleitungen um das Selbstverständnis der Kirche. Dem Anspruch als Christ und Kirche, zu den wichtigen Fragen der Zeit öffentlich reden zu sollen, traten Befürchtungen entgegen, dies würde die gemeindliche Arbeit erschweren oder das Verhältnis der Kirche zum Staat belasten. Verschärfte Auseinandersetzungen gab es um Gruppen, die lediglich das Dach der Kirche suchten, um agieren zu können, sich aber keinem kirchlichen Auftrag verbunden fühlten.

### Staat-Kirche-Gespräch vom 6. März 1978
Die Bildung des Bundes der Evangelischen Kirchen und die damit verbundene Neuorientierung der Kirchen in der DDR bildeten die Grundlage für einen beginnenden Dialog zwischen Staat und evangelischer Kirche. Dies wurde schlaglichtartig offenbar mit dem für die meisten völlig überraschenden Gespräch zwischen dem damaligen Vorsitzenden der Konferenz der Kirchenleitungen, Albrecht Schönherr, und dem Staatsratsvorsitzenden Erich Honecker am 6. März 1978, über den auch in der DDR-Presse ausführlich berichtet wurde. Das im Geheimen vorbereitete Gespräch fiel in eine Zeit zunehmender ideologischer Zuspitzungen in der DDR, wie die Ausbürgerung Wolf Biermanns 1976 oder die Einführung des Pflichtfaches Wehrerziehung an den Schulen der DDR. Dennoch lag dem Staat daran, ein „geregeltes Verhältnis“ zu den Kirchen zu haben.
So hatte das Gespräch unmittelbare praktische Konsequenzen, die die Arbeit der Kirchen erleichterten oder an manchen Stellen erst ermöglichten, wie den Zugang für kirchliche Mitarbeiter zu staatlichen Altersheimen und Gefängnissen, kirchliche Sendungen im DDR-Fernsehen und die Möglichkeit, in Neubaugebieten neue Kirchengebäude und Gemeindezentren bauen zu können. Andererseits rückte die evangelische Kirche dadurch in der Öffentlichkeit in eine größere Nähe zur DDR-Führung, was vom Staat durchaus gewollt war und im Lutherjahr 1983 besonders sinnfällig wurde. Während einige Kirchenvertreter dies in Kauf nahmen oder sogar suchten, gab es in vielen Gemeinden Unverständnis und Kritik daran.

### Inhaltliche Impulse des Bundes, Friedensarbeit
Neben der administrativen Funktion des Bundes gab dieser auch inhaltliche Impulse für die Arbeit in den Kirchengemeinden und auf den Synoden. Hierzu gab es beim Bund die Theologische Studienabteilung, die Arbeitspapiere zu innerkirchlichen, aber auch zu gesellschaftlichen Fragestellungen erarbeitete. Besonders hervorzuheben ist hier das Referat Friedensfragen der Studienabteilung.
Auch die Synoden des Bundes befassten sich immer wieder mit der Friedensfrage. So fasste sie 1982 und 1983 den Beschluss „Absage an Geist, Logik und Praxis der Abschreckung“, in dem sie öffentlich der herrschenden Militärdoktrin Gleichgewicht des Schreckens in Ost und West widersprach. Die Bundessynode in Görlitz 1987 konkretisierte unter der Überschrift „Bekennen in der Friedensfrage“ diese Aussage mit folgenden Worten: „In dieser Situation setzt sich die Kirche für eine gewaltlose Förderung und Sicherung des Friedens ein. … Wer heute als Christ das Wagnis eingeht, in einer Armee Dienst mit der Waffe zu tun, muss bedenken, ob und wie er damit der Verringerung und Verhinderung der Gewalt und dem Aufbau einer internationalen Ordnung des Friedens und der Gerechtigkeit dient. Die Kirche sieht in der Entscheidung von Christen, den Waffendienst oder den Wehrdienst überhaupt zu verweigern, einen Ausdruck des Glaubensgehorsams, der auf den Weg des Friedens führt. Weil wir Gott als den Herrn bekennen, sind wir alle herausgefordert, durch deutliche Schritte zu zeigen, dass Einsatz, Besitz und Produktion von Massenvernichtungsmitteln unserem Glauben widersprechen.“ Unter der Überschrift „Der Übergang von einem System der Abschreckung zu einem System der politischen Friedenssicherung“ bekräftigte die Ökumenische Versammlung in der DDR 1989 das Diktum von Potsdam 1983 mit den Worten: „Wir erteilen Geist, Logik und Praxis der auf Massenvernichtungsmitteln gegründeten Abschreckung eine Absage.“

### Verwaltungsgerichtsbarkeit
Obgleich es in der DDR bis 1989 keine staatliche Verwaltungsgerichtsbarkeit gab, existierte neben der kirchlichen Disziplinar- auch eine kirchliche Verwaltungsgerichtsbarkeit. Für die fünf unierten Landeskirchen sowie die EKU-Ost galt ab 1975 eine gemeinsame Verwaltungsgerichtsordnung; Greifswald und Görlitz behielten die Bezeichnung „Rechtsausschuss“ bei. Von den lutherischen Landeskirchen verfügte Mecklenburg über ein eigenes Kirchengericht; Sachsen, Thüringen und VELK hatten gerichtsähnliche Schlichtungsstellen für pfarrdienstliche Streitigkeiten.
| Landeskirche           | 1. Instanz                                           | 2. Instanz                                   |
| ---------------------- | ---------------------------------------------------- | -------------------------------------------- |
| Berlin-Brandenburg     | Kirchengericht (zugleich Verwaltungsgericht der EKU) | Verwaltungsgerichtshof der EKU               |
| Kirchenprovinz Sachsen | Verwaltungsgericht                                   | Verwaltungsgerichtshof der EKU               |
| Greifswald             | Rechtsausschuss                                      | Verwaltungsgerichtshof der EKU               |
| Anhalt                 | Landeskirchengericht                                 | Verwaltungsgerichtshof der EKU               |
| Görlitz                | Rechtsausschuss                                      | Verwaltungsgerichtshof der EKU               |
| Land Sachsen           | Schlichtungsstelle                                   | Verfassungs- und Verwaltungsgericht der VELK |
| Thüringen              | Schlichtungsstelle                                   | Verfassungs- und Verwaltungsgericht der VELK |
| Mecklenburg            | Rechtshof                                            | Verfassungs- und Verwaltungsgericht der VELK |

Nach der Wende bildeten EKU und die kleineren Landeskirchen in Pommern, der Oberlausitz und Anhalt zeitweise ein gemeinsames Verwaltungsgericht.

### Aufgehen in der EKD
Im Januar 1990 erklärte Bischof Werner Leich, der Vorsitzende des Bundes der Evangelischen Kirchen in der DDR, angesichts der Wende, dass infolge des Wegfalls der Gründe, die einst die Gründung des Bundes erzwungen hatten, die Einheit der EKD wiederhergestellt werden müsse. In den folgenden Monaten bereitete eine gemeinsame Kommission aus BEK und EKD die zur Vereinigung nötigen juristischen und organisatorischen Schritte vor. Im Februar 1991 kamen die Sechste Synode des BEK und die VII. Synode der EKD in Berlin zu einer gemeinsamen Tagung zusammen. Am 24. Februar 1991 beschlossen beide Synoden in je eigener Abstimmung das „Kirchengesetz des Bundes der Evangelischen Kirchen zur Regelung von Fragen im Zusammenhang mit der Herstellung der Einheit der Evangelischen Kirche in Deutschland“. Im März und April 1991 stimmten alle Gliedkirchen des BEK diesem Kirchengesetz zu. Damit war der Bund der Evangelischen Kirchen in der DDR aufgelöst. Ende Juni 1991 tagte die Synode der EKD in Coburg erstmals wieder als gesamtdeutsche Synode.

## Varia
- Brandenburgs erster Ministerpräsident Manfred Stolpe war zuvor lange Zeit für den BEK tätig und dort eine einflussreiche Person: Von 1969 bis 1981 als Leiter des Sekretariats des Bundes der Evangelischen Kirchen in der DDR und von 1982 bis 1989 stellvertretender Vorsitzender des Bundes der Evangelischen Kirchen in der DDR.

## Siehe auch

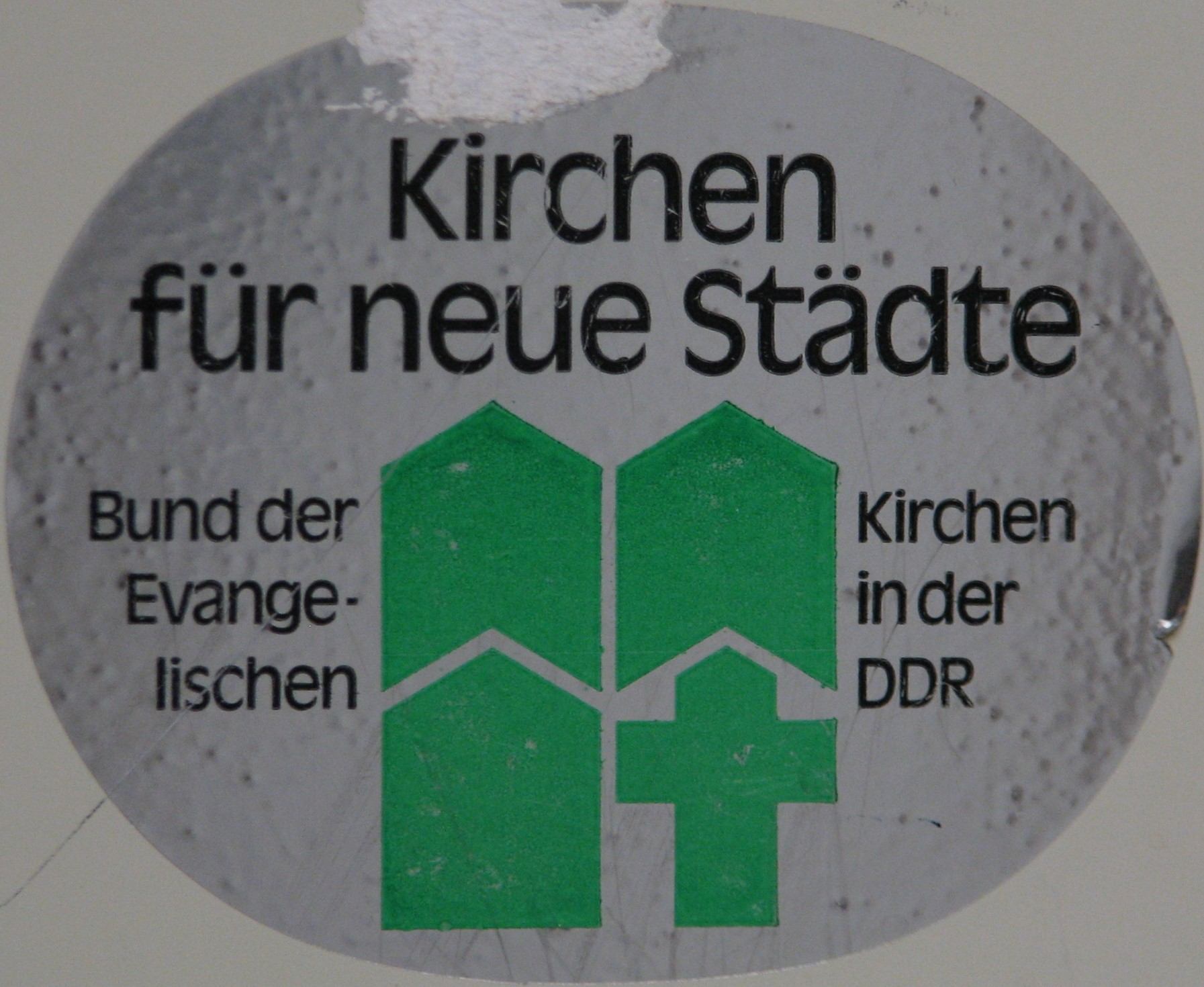
Aufkleber „Kirchen für neue Städte“ (Jahr und Herkunft unbekannt; wohl um das Jahr 1980)